# Route der Industriekultur Rhein-Main Hanau

Logo der Route der Industriekultur Rhein-Main

Die Route der Industriekultur Rhein-Main Hanau ist eine Teilstrecke der Route der Industriekultur Rhein-Main in der hessischen Stadt Hanau. Das Projekt versucht Denkmäler der Industriegeschichte im Rhein-Main-Gebiet zu erschließen.

## Liste der Route in Hanau
- Hafentorbau am Mainhafen Hanau
- Maschinenhalle "Bracker"
- Betriebshafen mit Historischem Kran
- Wasserturm an der Philippsruher Allee und Kanalpumpstation
- Schleuse und Wasserkraftwerk
- Wasserturm an der Gemarkungsgrenze Kesselstadt / Dörnigheim
- Pumpwerk
- Industriepark Wolfgang
- Klärwerk
- Umspannwerk
- Wasserwerk III
- Bahnhof Hanau-Wilhelmsbad
- Wohnsiedlung Beethovenplatz
- Arbeitersiedlung Josefstraße
- Deutsche Klebstoffwerke Dekalin
- Bijouteriefabrik und Villa Kreuter
- Maschinenfabrik Weinig
- Mühlenensemble Herrenmühle
- Arbeitersiedlung der Firma W.C. Heraeus (Emil Deines)
- W.C. Heraeus-Werke – Turmhaus und Platinschmelze
- Siedlungsensemble Freigerichtstraße
- Dunlop-Reifenwerke – Wasserhochbehälter mit Fabrikschlot
- Bahnbetriebswerk Hanau